# Agoreo
Agoreo o Agorea (griego antiguo: Ἀγοραία, Ἀγοραῖος, Agoraios) eran epítetos dados a varias divinidades de la mitología griega; quién recibía ese epíteto estaba considerado protector de las asambleas de las personas en el ágora (ἀγορά), particularmente en Atenas, Esparta, y Tebas.
 
Los dioses Agoreos generalmente eran Zeus, Atenea, Artemisa, y Hermes. Hermes, como dios del comercio, este epíteto aparece para hacer referencia al ágora del mercado; una estatua de bronce de Hermes agoreo está mencionado en el ágora en Atenas por los escritores, Aristófanes y Demóstenes.
El Agoraios Kolonos, o "Colina de Mercado", era un recinto en el oeste del ágora en Atenas.